# Jean Royer
Jean Royer (født 31. oktober 1920 i Nevers – død 25. marts 2011 i Chambray-lès-Tours, Indre-et-Loire) var en fransk katolsk og konservativ politiker, minister og borgmester i Tours.

## Minister og borgmester
Indtil 1956 var han medlem af det gaullistiske parti Det franske folks samling (RPF). Derefter tilhørte han Det uafhængige højre. 
Han var medlem af Nationalforsamlingen i 1958–1973 og igen i 1974–1997. Han meldte sig aldrig ind i en parlamentsgruppe. 
I 1973–1974 var han minister i Pierre Messmers regering.
Fra 1959 til 1995 var han borgmester i Tours. 

## Præsidentkandidat i 1974
Han var en uafhængig konservativ højrefløjs kandidat ved Frankrigs præsidentvalg 1974. Han fik 810.540 stemmer (3,17 procent).
 Der er for få eller ingen kildehenvisninger i denne artikel, hvilket er et problem. Du kan hjælpe ved at angive troværdige kilder til de påstande, som fremføres i artiklen.